# Jeu vidéo

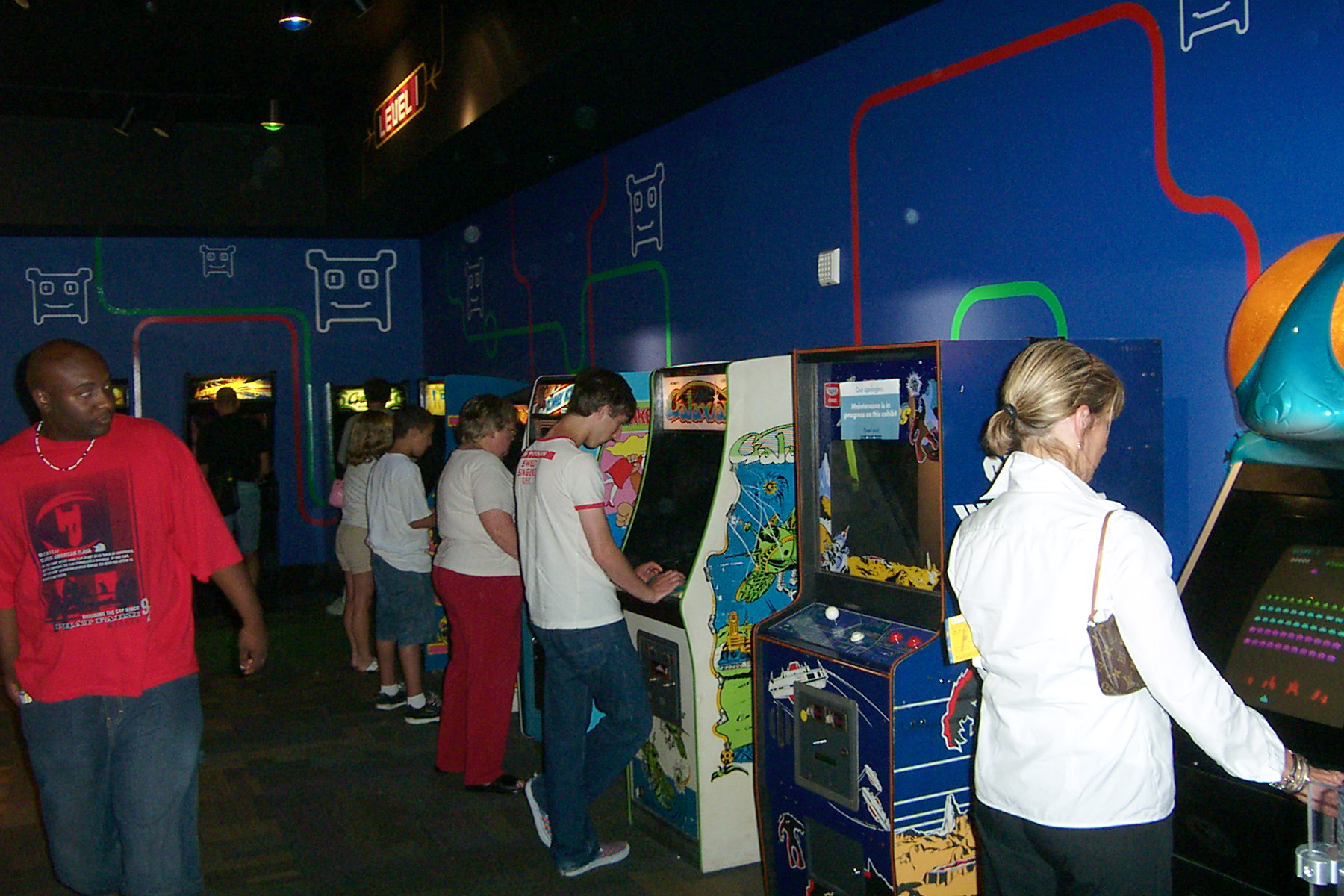
Une salle d'arcade à Chicago en 2005.

Un jeu vidéo est un jeu électronique doté d'une interface utilisateur permettant une interaction humaine ludique en générant un retour visuel sur un dispositif vidéo. Le joueur de jeu vidéo dispose de périphériques, manettes, claviers ou écrans tactiles pour agir sur le jeu et percevoir les conséquences de ses actes sur un environnement virtuel. Le mot « vidéo » dans le jeu vidéo fait traditionnellement référence à un dispositif d'affichage de trame, mais, à la suite de la vulgarisation du terme, il implique désormais tout type de dispositif d'affichage.
Les systèmes électroniques utilisés pour jouer à des jeux vidéo, aussi appelés plates-formes, peuvent être aussi bien des ordinateurs de bureau, des appareils spécifiques comme des consoles de salon ou des bornes d'arcade, ou de petits appareils portatifs tels des consoles portables, des ordinateurs portables ou des smartphones. Les jeux vidéo spécialisés tels que les jeux d'arcade, auparavant communs, ont vu leur usage progressivement diminuer. Le jeu vidéo est aujourd'hui considéré comme une industrie et parfois envisagé comme une forme d'art.
Les jeux vidéo utilisent comme périphérique d'entrée un contrôleur de jeu, qui varie selon les plates-formes. Un contrôleur peut ainsi être constitué d'un unique bouton et d'une manette de jeu, ou disposer d'une douzaine de boutons et d'un ou plusieurs joystick. Les premiers jeux sur ordinateurs personnels requéraient souvent l'achat d'un joystick, tandis que les jeux modernes sur ordinateur permettent ou imposent au joueur d'utiliser un clavier et une souris simultanément.
Dans les années 2010, de nouvelles méthodes d'entrée ont émergé, comme l'observation du joueur par caméra, la détection de mouvements de périphériques tenus en mains pour les consoles de jeux vidéo, ou les écrans tactiles sur les appareils mobiles. De même, de nouvelles formes de retours sont apparues : visuels, comme la vision 3D ou en relief (avec ou sans lunettes stéréoscopiques), tactiles, avec des terminaux vibrants (sièges, volants, etc.), ou pilotés (sièges inclinables simulant l’accélération, la rotation et le freinage d'un engin).

## Histoire

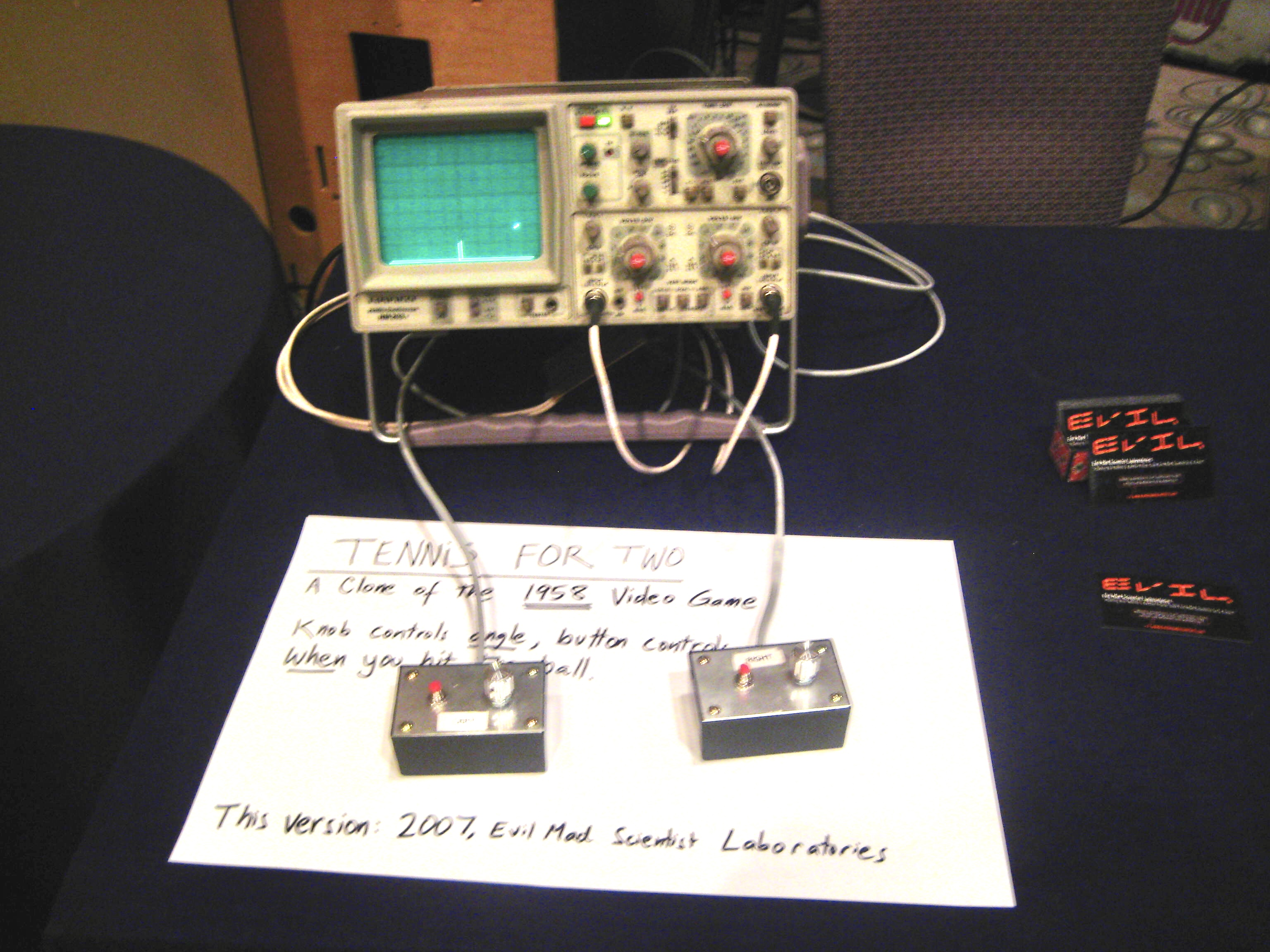
Tennis for Two, l'un des premiers jeux vidéo de l'histoire, conçu en 1958.

Selon la définition que l'on accepte du jeu vidéo, son histoire peut commencer aux alentours de 1950 avec l'idée de Ralph Baer d'ajouter des jeux aux téléviseurs, en 1952 avec OXO, en 1958 avec Tennis for Two de William Higinbotham, ou encore en 1962 avec Spacewar!, qui est la date la plus communément admise. Pong, en 1972, est quant à lui le premier jeu dont le gameplay est suffisamment accrocheur et addictif pour lui faire connaître le succès auprès du grand public.
Si Pong n'a pas inventé le jeu vidéo, il a donné le coup d'envoi à l'industrie vidéoludique. Celle-ci connaît une croissance explosive et fébrile aux États-Unis, jusqu'en 1983 où elle subit un krach qui la fait migrer vers le Japon. C'est là qu'elle voit sa renaissance, notamment grâce à la console NES de Nintendo et au jeu Super Mario Bros. en 1985, qui inaugure une nouvelle philosophie dans la conception des jeux vidéo : plus riches et ouverts à tous les publics.
Depuis, le secteur du jeu vidéo est en croissance continue et, à partir de 2002, son chiffre d'affaires mondial atteint 10 G$, dépassant celui d'Hollywood.
Parmi les personnages emblématiques du jeu vidéo, peuvent être cités : Alex Kidd, Crash Bandicoot, Donkey Kong, Kirby, Lara Croft, Link, Mario, Mega Man, Pac-Man, Pikachu, Rayman, Samus Aran, Solid Snake, Sonic.

## Dispositif informatique

### Plates-formes
Différents types de systèmes sur lesquels le jeu vidéo se pratique coexistent, et de nombreux jeux sont dorénavant disponibles sur ces plates-formes. Les consoles de jeux, les bornes d'arcade et les ordinateurs, en sont les trois principaux vecteurs. Les plates-formes portables ont débuté avec le jeu électronique individuel sur Game & Watch, de petites consoles portables dédiées à un seul jeu, aujourd'hui pratiquement disparues, supplantées par les consoles portables. Plus récemment, les téléphones portables, notamment les smartphones, ainsi que les tablettes tactiles sont devenus des supports adaptés à la pratique du jeu vidéo, certains étant conçus pour répondre aux besoins des joueurs.
Les consoles de jeux vidéo sont des systèmes informatiques dédiés au jeu vidéo. À la différence d'un ordinateur, une console utilise un matériel dédié, qui ne peut être que rarement amélioré. Communément, les consoles de salon se branchent sur un téléviseur et sont vendues en standard avec une manette de jeu, bien qu'il soit possible d'adjoindre d'autres périphériques voire des jeux dans des paquetages promotionnels. Les consoles portables, en plus de leur autonomie d'énergie, disposent de l'ensemble des périphériques interactifs intégrés dans le boîtier nomade. Les jeux sont développés en tenant compte des capacités de la machine, et sont ensuite mis à disposition sur le support numérique qu'elle utilise.
Les bornes d'arcade sont des systèmes prévus pour fonctionner dans des lieux en libre accès. Une borne se compose classiquement d'un monnayeur et de périphériques robustes. Les premiers types de bornes d'arcade étaient des bornes dédiées qui ne contenaient qu'un seul jeu indissociable de ladite borne. Cependant, dans les années 1980, SNK introduisit un nouveau type de borne, le MVS qui permettait à l'opérateur de la borne de changer le jeu simplement en intervertissant une cartouche de jeu. Cela devint par la suite très courant. Par exemple, les bornes d'arcade Sega ou Capcom étaient et sont toujours basées sur un système similaire.
Les ordinateurs sont des plates-formes informatiques hétérogènes qu'il est possible de trouver et de faire évoluer vers différentes puissances. Ils ne sont pas spécialement prévus pour jouer, mais du fait de leur modularité certaines configurations se prêtent aux jeux, parfois par l'adjonction de matériel dédié comme une carte graphique ou un périphérique de contrôle particulier. Les jeux sont ainsi conseillés pour être utilisés sur un ensemble particulier de configurations pour faire coïncider la puissance demandée par le jeu avec la puissance allouée par la machine. Si ce n'est pas le cas, un jeu peut ne pas fonctionner du tout, ou subit des problèmes de fluidité. Les ordinateurs, du fait de la constante évolution du matériel informatique, ont l'avantage de la puissance face aux autres machines de jeu, surtout du côté des graphiques de jeu. En outre, les ordinateurs permettent de jouer à des jeux dont les machines ont aujourd'hui disparu via le biais d'émulateurs. Par exemple, MAME émule de nombreuses machines d'arcade et permet ainsi de jouer à de vieux jeux tels que Pong ou bien Space Invaders. Ils permettent aussi de jouer en LAN (acronyme anglais que l'on peut traduire par réseau local), connectant plusieurs joueurs sur le même jeu.

### Périphériques d'entrée
Après les premières tentatives de périphérique de contrôle, la plupart des jeux vidéo sur console de salon et ordinateur se sont tournés respectivement vers les manettes de jeu et le duo clavier/souris qui resteront pendant longtemps les périphériques les plus utilisés.
Certains jeux peuvent également utiliser des contrôleurs dédiés, sans toutefois restreindre leur utilisation par le biais des trois contrôleurs courants, le clavier, la souris, et la manette de jeu. Par exemple, les joysticks et les volants, certains à retour de force, sont utilisés pour améliorer l'expérience de jeu des simulateurs de vols et des jeux de courses, sans être indispensables.
Enfin, certains jeux sont dédiés à certains contrôleurs spécifiques. C'est le cas depuis plusieurs années pour certains des jeux sur bornes d'arcade. Ainsi les jeux de rythme nécessitent un tapis de danse, et les jeux de tir fonctionnent avec des pistolets laser ou optiques.
Des expériences commerciales utilisant des contrôleurs originaux standardisés sont entreprises. Quelques consoles portables de Nintendo : la Nintendo DS et la Nintendo 3DS ainsi que l'ensemble de leurs jeux utilisent un écran tactile et un microphone. Les manettes des consoles Wii (Wiimote), Wii U (Wiimote), PlayStation 3, PlayStation 4 (Sixaxis, PlayStation Move) et Xbox 360 (Kinect) se servent des mouvements du joueur pour interagir avec le jeu, en plus de leurs utilisations classiques.
L'industrie propose également de regrouper plusieurs technologies sur un seul périphérique comme c'est le cas avec la DualShock 4.

### Périphériques de sortie
Les jeux vidéo restituent l'information par le biais de l'image et du son. L'affichage s'effectue principalement sur du matériel existant, comme la télévision pour les consoles de salon, ou les moniteurs d'ordinateur, éventuellement au moyen d'une sortie vidéo (pour affichage sur grand écran, par exemple). Le rendu sonore du jeu est retransmis via des haut-parleurs externes, ou une sortie audio vers un dispositif d'amplification externe (chaîne hi-fi, par exemple).
Ces dernières années, des jeux de réalité virtuelle sont apparus grâce à de nouveaux périphériques, tel l'EyeToy sur PlayStation 2, rendant possibles ensuite des jeux en réalité augmentée comme EyePet. La notion de réalité virtuelle dans le jeu vidéo est approfondie en 2010 avec l'apparition de Kinect et du PlayStation Move.
Les dispositifs de réalité virtuelle, quant à eux, se développent dans les années 2010, qui voient l'apparition des produits Oculus, dont l'Oculus Quest, du Valve Index ou encore du PS VR, mais aussi de dispositifs expérimentaux comme le Kit VR du Nintendo Labo.

## Industrie

### Multiplateformes et exclusivités
De nos jours, la plupart des éditeurs tiers (indépendant des constructeurs) publient leurs titres sur plusieurs plateformes. Cela tient à des raisons techniques (le rapprochement technologique entre les machines) et à des raisons industrielles (l'augmentation du coût moyen de production). Malgré tout, chaque constructeur (Sony, Nintendo, Microsoft) a intérêt à proposer des titres exclusifs de qualité pour valoriser ses machines. Ils le font à travers des productions internes ou en passant des accords avec des éditeurs tiers. Ainsi, ce sont souvent les exclusifs qui font le succès et la renommée d'une machine.

### Évolution des modes de consommation
Jusqu'au milieu des années 2000, la distribution de jeux vidéo se faisait majoritairement sous forme traditionnelle, à savoir un boitier contenant le support des fichiers de jeux (une cartouche ou des disques optiques), par le biais d’hyper-spécialistes (tels que Fnac ou Virgin), d'enseignes spécialisées (comme Game ou Micromania) ou de la grande distribution (Auchan, Carrefour, etc.). Puis, poussées par l'engouement du public pour Internet et l'achat en ligne, certaines enseignes se sont mises à distribuer en ligne des jeux vidéo dématérialisés en téléchargement direct, parfois à des prix plus attractifs que les circuits de distribution traditionnels (un nombre restreint d'intermédiaires dans la chaîne de commercialisation permettant des rabais) :
- le BAD (Buy and Download, littéralement Acheter et Télécharger) : de nombreux sites permettent de télécharger des jeux vidéo à l'unité ;
- le GOD (Games on Demand, littéralement Jeux à la Demande) : des sites tels que GameTap ou Direct2Drive aux États-Unis, ou Metaboli en France permettent de s'abonner à des bouquets de jeux pour des prix compétitifs.

D'abord considérée comme dangereuse pour les intérêts des éditeurs et concepteurs de jeux vidéo (risque de piratage élevé, difficulté à contrôler le marché), la distribution numérique de jeux vidéo s'installe progressivement dans le paysage vidéoludique, et se démocratise notamment avec la plate-forme Steam.

### Impact économique
L'industrie vidéoludique génère actuellement un revenu plus important que celui du cinéma et ceci depuis 1997. En 2017, le revenu global était de plus de 120 milliards de dollars, et 4,3 milliards d'euros en France. En 2012, le chiffre d'affaires mondial de l'industrie atteint 60 milliards de dollars selon le SNJV (Syndicat National du Jeu vidéo). L'industrie vidéoludique serait ainsi la première industrie culturelle dans le monde. Le jeu le plus coûteux de l'histoire (fin 2013), GTA V, a coûté 270 millions de dollars (moitié production, moitié marketing) soit l'ordre de grandeur d'un blockbuster hollywoodien. Le développement d'un jeu vidéo aujourd'hui est extrêmement coûteux et peut nécessiter des équipes de développement travaillant sur le jeu sur de nombreuses années. Il est donc risqué et difficile pour les studios de générer du bénéfice. À cela s'ajoute le fait que le studio ne reçoit qu'un faible pourcentage du coût de revient d'un jeu — 35 % allant à la grande distribution, 51 % à l'éditeur (dont environ 22 % au constructeur de la console) et 14 % au studio.
Depuis juillet 2023, Royal Match est le jeu mobile le plus important en termes de revenus mensuels au monde, avec des dépenses annuelles de consommation de 2 milliards de dollars. Il y a environ 55 millions d'utilisateurs actifs mensuels.
Bien que des créateurs comme Éric Chahi ou Jordan Mechner ont démontré qu'il est possible de créer un jeu par soi-même, aujourd'hui la création d'un jeu nécessite le plus souvent la collaboration de nombreux corps de métiers très spécialisés. Cela inclut : graphistes, musiciens, animateurs, programmeurs, ainsi que des métiers spécifiques au jeu vidéo tel que game designer. L'industrie du jeu vidéo employait ainsi plus de 10 000 personnes en France en 2008 avec plus de 430 entreprises implantées.

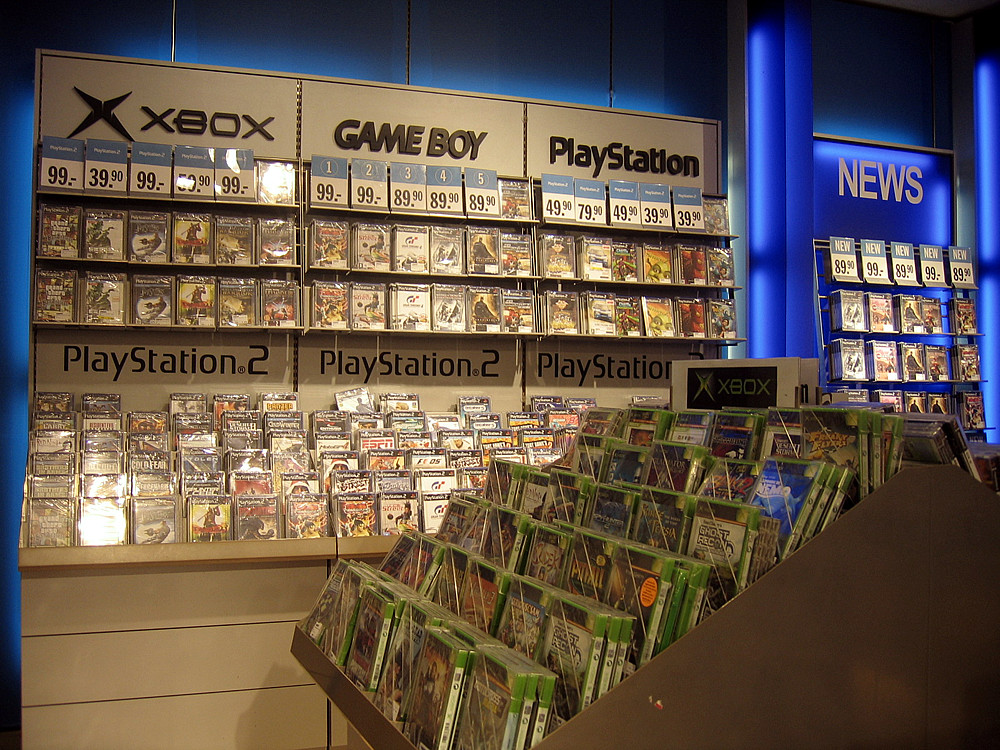
Un rayon « jeux vidéo » typique en 2005.

| Année | États-Unis | Japon | Europe |
| ----- | ---------- | ----- | ------ |
| 2003  | 12         | 4,2   | 7,5    |
| 2004  | 11,1       | 4     | 7,9    |
| 2005  | 10,8       | 4,8   | 8,3    |
| 2006  | 14,4       | 7,4   | 11,8   |
| 2007  | 17,1       | 9,3   | 14,9   |
| 2008  | 22,3       | 9,7   | 17,1   |

### La monétisation des données personnelles dans les jeux vidéo
De manière similaire au business model des GAFAM décrit par Soshanna Zuboff dans son livre The age of surveillance capitalism : The fight for a human future at the new frontier of power paru en 2019, l’industrie vidéoludique monétise les données privées de joueurs et ce grâce à des algorithmes internes aux jeux. Le concept de Surveillance Capitalism développé par S. Zuboff décrit un nouveau modèle d’accumulation capitalistique dont l’ambition est d’extraire de la valeur des données personnelles des utilisateurs de services numériques. Si l’autrice décrit en priorité comment les géants du numérique accumulent et monétisent les données de leurs utilisateurs, nous constatons[Qui ?] plusieurs points communs dans l’industrie vidéoludique. A ce jour[Quand ?] nous avons connaissance[Qui ?] de trois algorithmes dont l’objectif est d’inciter le joueur à dépenser son argent via les microtransactions.
L’éditeur Américain Activision a en effet déposé en 2015 un brevet nommé « system and method for providing pricing relative to player statistics » dont l’objectif est de proposer des offres de biens virtuels ajustées aux goûts de chacun des joueurs, grâce aux informations personnelles récoltées dans le jeu. À partir de données comme les personnages joués par un joueur par exemple, cet algorithme lui propose un cosmétique qu’il est susceptible d’acheter. La personnalisation de l’offre grâce aux données personnelles est justement une des caractéristiques propres aux surveillance capitalist de S. Zuboff, d’où l’origine du rapprochement étudié ici.
Un second usage connu des données privées via des algorithmes par les éditeurs de jeux est de favoriser les joueurs ayant dépensé de l’argent dans le jeu. En effet, récemment[Quand ?], le studio de jeux américain Activision a développé un second algorithme permettant d’associer les joueurs ayant réalisé des microtransactions avec de meilleurs joueurs pour augmenter leurs chances de gagner, et donc leur satisfaction. Cet algorithme nommé « System and methods for driving microtransaction in multiplayer games » est disponible publiquement et une infographie simple explique clairement le but de ce brevet (page 11 figure 8 du brevet). Il permet d’associer l’achat de cosmétiques pour un personnage au sentiment de victoire et de créer un cercle vertueux du point de vue de l’éditeur, où la victoire est assimilée à l’achat de contenus
Enfin, un troisième algorithme d’Activision publié en 2017 sous le nom « access to an exclusive virtual section of an online game based on past spending behavior » permet d’évaluer la propension à consommer d’un joueur à partir de leurs données privées, notamment l’historique d’achats sur plusieurs jeux. Couplé au premier algorithme mentionné, cet algorithme permet de conditionner les promotions individuelles à un certain seuil d’argent investi dans le jeu, ce qui récompense les joueurs qui dépensent déjà et incite les autres à dépenser plus pour à leur tour avoir des promotions.
Par ailleurs, il existe une certaine proximité entre les géants du numérique et l’industrie vidéoludique, chaque GAFAM étant positionné sur ce secteur d’activité d’une manière ou d’une autre. En effet, Apple développe des jeux sur smartphone et gère l’Apple store ; Google propose un service de cloud gaming via Google Stadia, en parallèle de la gestion du Play Store sur Android ; Amazon est positionné sur le secteur du streaming depuis que l’entreprise a racheté la plateforme Twitch pour un milliard de dollars en 2014 et dispose également d’une branche de production de jeux, Amazon Games ; Microsoft possède également une branche de jeux vidéo, qui développe la série de consoles X Box et des jeux.

### Transformation des jeux vidéo d’un produit à un service: l’essor des microtransactions et des communautés de joueurs
À partir des années 2000, le modèle d'entreprise des jeux AAA, l’équivalent des blockbusters au cinéma, se retrouve menacé par plusieurs facteurs. Tout d’abord, l’industrie vidéoludique souffre de l’explosion de la bulle internet à la fin des années 90, puis de la crise financière de 2008. Par ailleurs ce modèle souffre de plusieurs limites inhérentes à une économie du hit. Premièrement il devient de plus en plus difficile de rentabiliser le développement de plusieurs jeux avec le succès d’un seul, les coûts de développement de jeux sur consoles et PC ayant fortement augmenté, le meilleur exemple étant le jeu Red Dead Redemption 2 du studio Rockstar dont le budget est estimé à 800 millions de dollars en 2018. Deuxièmement, ce modèle est nécessairement risqué, étant donné qu’il est impossible de s’assurer qu’un jeu aura le succès suffisant pour compenser les échecs des autres jeux.
C’est pour ces raisons que plusieurs innovations arrivent en 2006 avec la nouvelle génération de consoles, la PS3 et sa concurrente la XBOX 360, qui proposent des plateformes de vente en ligne sur leur console, le Playstore et le Xbox live respectivement. Cela marque la naissance des microtransactions, soit des transactions payantes permettant d'acheter un bien numérique d’une valeur minimum de 0.99€ qui vont petit à petit s’imposer dans la plupart des jeux, tout type confondu.
La première conséquence importante de ce modèle est qu’il permet de lisser les revenus des éditeurs de jeu. En effet, auparavant un studio réalisait la majorité de ses recettes avec la vente d’un jeu AAA à un moment donné de l’année, noël généralement. Avec le système des microtransactions, il devient possible de sortir un jeu, de continuer à le développer, et de percevoir des revenus réguliers tout au long de la durée de vie du jeu avec la vente de biens virtuels. Cette disparition du risque est une avancée majeure pour les studios de jeu qui gagnent en sécurité financière avec cette nouvelle visibilité sur les recettes. Par ailleurs, le fait de pouvoir rendre payant la mise à jour des jeux permet de sortir des jeux dont le développement est encore en cours, de continuer à les développer tout en commençant à percevoir les recettes des premières ventes. Cette technique est appelée early access d’un jeu où un studio rend disponible une version alpha ou beta du jeu et utilisera le retour des joueurs pour améliorer le jeu. De manière générale, à partir du moment où les jeux ne sont plus des produits mais des services de mise à jour, les studios utilisent les joueurs comme des testeurs. La communauté d’un jeu devient donc une richesse pour l’éditeur en lui permettant de perfectionner son jeu grâce au retour des joueurs. Ce phénomène est traduit par Mathieu Cocq comme un Capital communautaire le jeu étant en partie le résultat de l’investissement des joueurs utilisés par l’éditeur pour l’améliorer/continuer son développement. Plusieurs auteurs vont plus loin en parlant de travail des joueurs, comme Julian Kücklich qui développe la notion de Playbour, avec l’article Precarious Playbour: Modders and the Digital Games Industry paru en 2005. Dans cet article Julian Kücklich décrit l’activité des moddeurs, soit les développeurs anonyme/non affiliés à l’éditeur qui contribuent au développement d’un jeu en proposant de ajouts « faits maison » qui vont enrichir le jeu avec de nouveaux contenus disponibles pour tous. Julian Kücklich assimile les moddeurs à des travailleurs précaires dans la mesure où le fruit du travail des moddeurs, les mods, est approprié par l’éditeur, qui ne les rémunère pas alors qu’ils participent à l’amélioration du jeu. En effet, un jeu étant la propriété intellectuelle de l’éditeur, toute modification de ce dernier peut être considérée comme illégale et ensuite réutilisée par l’éditeur, sans qu’il ait besoin de compenser l’auteur original. La plupart des moddeurs, souvent réunis en communauté et travaillent bénévolement sans nécessairement attendre une contrepartie en échange du contenu ajouté, leur objectif étant avant tout d’améliorer un jeu qu’ils apprécient et de rendre service à la communauté des joueurs. Cette culture est similaire à celle de l’open source à l’origine du développement de logiciels libres d’accès et d’internet, né du travail collectif de chercheurs américains la différence étant que dans le cadre des jeux vidéo, les mods développés sont accaparés et commercialisés par les éditeurs possédant le jeu. C’est cette forme d’exploitation dont Julian Kücklich entend rendre compte avec le concept de Playbor.

### Métiers

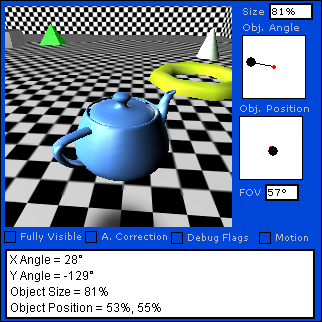
Les concepteurs de jeux disposent de divers outils informatiques. Ici, un éditeur destiné à régler la caméra virtuelle.

Les jeux vidéo sont généralement créés par des équipes de développeurs, de différents corps de métiers.
- Les producteurs, chargés de gérer le développement des jeux par les équipes internes ou les studios externes.
- les concepteurs de jeux, ou game designers, chargés d'imaginer les concepts sur lesquels sont basés le jeu, comme le gameplay ou l'univers de celui-ci. Ils sont parfois assistés par des scénaristes, en particulier pour les jeux dont l'univers est riche et complexe, tel que les jeux de rôle.
- les concepteurs de niveau ou level designer, chargés de réaliser les niveaux de jeu en respectant les consignes globales définies par le ou les game designers ;
- les infographistes 2D et 3D, les musiciens, les techniciens, assistent les concepteurs que ce soit pour la phase de conception ou de réalisation ;
- les programmeurs ou codeurs, chargés du développement global du jeu, et qui s'occupent de la création ou de l'intégration du moteur du jeu, mais aussi de la réalisation de logiciels annexes, comme la création d'un éditeur de niveau ; certaines catégories de codeurs existent : ceux qui s'occupent du noyau du jeu (codeur Kernel, codeur moteur ou codeur bas niveau), ceux qui s'occupent de la gestion de l'intelligence artificielle (codeur IA) ou ceux qui s'occupent de l'ergonomie et de l'interface.
- les métiers du son entrent dans deux catégories. Le compositeur se charge de créer les musiques qui participent à la construction de l'univers du jeu. Il intègre parfois des contraintes spécifiques à la narration en introduisant des séquences musicales qui s'adaptent à l'action du joueur ou à la dramaturgie de la scène. Le sound designer, lui, se charge de la production des bruitages, paroles et/ou des effets spéciaux. Sa tâche le conduit principalement à réaliser des retours (ou « feedbacks ») liés à des événements visuels (mouvement de l'avatar, mouvement des ennemis, bruits attachés à des objets visibles) ou à produire des éléments sonores d'ambiance qui soutiennent le réalisme du jeu. Pour les petits studios et pour les créateurs de jeu vidéo indépendants, c'est souvent la même personne qui réalise la musique et les « fx ». Dans des structures plus grandes, ces rôles sont disjoints.
- les testeurs, plus ou moins nombreux selon l'avancement du projet ou des parties du jeu testées, qui vérifient si le logiciel fonctionne comme il a été convenu.
- les traducteurs, chargés de traduire non seulement les dialogues, mais aussi les inscriptions présentes dans les jeux ainsi que les divers éléments des menus. Les traducteurs réalisent aussi la localisation d'un jeu. Cet aspect parfois négligé participe pourtant énormément à la finition du logiciel.

En France, l'Association des producteurs d'œuvres multimédia (APOM) estime à 5 000 le nombre d'emplois directs dans le secteur du jeu vidéo, en 1998, contre 3 000, en 2002, et 1 500, en 2006.

## Types de jeux vidéo
Les principaux genres du jeu vidéo sont (par ordre alphabétique) :
- Action
- Aventure
- Battle Royale
- Beat them all
- Combat
- Course
- Gestion
- GTA-like
- Guerre
- Infiltration
- Jeu de rôle
- Ligue fantasy
- MMO
- MMORPG
- MOBA
- Plates-formes
- Porte-monstre-trésor
- Réflexion
- Rogue-like
- Rythme
- Sandbox (Bac à sable)
- Shoot them up
- Simulation
- Sport
- Stratégie
- Stratégie en temps réel
- Survival horror
- Tir à la troisième personne ou TPS
- Tir à la première personne ou FPS
- Visual novel

## Définition juridique en France
La définition du jeu vidéo entre 1990 et 2000 a été floue ; elle a été définie comme une « œuvre logicielle », puis comme une « œuvre audiovisuelle ». Avec l’arrêt jurisprudentiel de 2009 (arrêt Cryo) :

« Le jeu vidéo est une œuvre complexe, qui ne saurait être réduite à sa seule dimension logicielle, quelle que soit l’importance de celle-ci, de sorte que chacune de ses composantes est soumise au régime qui lui est applicable en fonction de sa nature. »

Le jeu vidéo est donc juridiquement la cohabitation de différents éléments, graphiques, musicaux, narratifs.
Le jeu vidéo est considéré comme une « œuvre de l'esprit », qui est donc protégée par le droit d'auteur mais elle reste défini variablement en droit français, d'une part, par sa nature comme une « œuvre audiovisuelle » ou « œuvre logicielle », d'autre part, en fonction de son processus de création comme « œuvre de collaboration » ou « œuvre collective ». De plus, le code de la propriété intellectuelle n'y fait pas spécifiquement référence.

## Débats et controverses
Le jeu vidéo comme loisir et phénomène de masse soulève des interrogations et des critiques. Le jeu vidéo est à l'échelle de l'histoire des sociétés humaines une activité récente, les parents d'enfants nés dans les années 1990 n'ont pour la plupart jamais joué à ce type de jeu dans leur enfance ou adolescence.

### Reconnaissance en tant qu'art
Il existe depuis plusieurs années tout un débat sur le rapport du jeu vidéo à l'art. Certains n'hésitent pas à en faire une discipline artistique comme les autres, avec ses qualités propres. C'est en particulier la position d'Olivier Séguret, critique au journal Libération, qui se bat pour faire reconnaître au jeu vidéo sa portée artistique, notamment par l'établissement de parallèles avec l'histoire du cinéma. Ou encore de quelques auteurs comme Nic Kelman (en), qui tentent d'apporter de nouvelles visions concernant les jeux vidéo, en proposant à leurs lecteurs de reconsidérer leur propre définition de l'Art en tant que tel.
Le jeu vidéo s'inscrit depuis longtemps dans la culture des sociétés contemporaines. Si l'industrie du jeu vidéo connaît ses produits grand public et purement commerciaux, certains représentent des titres considérés comme des œuvres d'art par la critique, à l'instar de Rez sur Dreamcast, des créations du français David Cage ou encore des jeux Myst et Riven des frères Miller.
La conception de l'art vidéoludique se heurte à des visions plus traditionnelles de la nature de l'art[non neutre], pour lesquelles le ludique (caractéristique du jeu vidéo) exclut l'artistique[réf. nécessaire]. Le fait même de jouer à un jeu vidéo signifierait l'impossibilité d'entretenir un rapport avec lui tel qu'il est possible d'avoir avec une œuvre de cinéma ou de peinture. Pourtant il existe une relation émotionnelle, qui, par extension, serait également artistique. Toutefois, le débat reste ouvert, la conception du jeu vidéo géant Paix contre guerre (sur écran de 100 m2) par le peintre plasticien Bernard Quentin en 1995, la création du Musée du jeu vidéo à Paris, et la décoration de l'Ordre des Arts et des Lettres décernée par le ministère de la culture à plusieurs figures importantes du jeu vidéo (Frédérick Raynal, Michel Ancel, Shigeru Miyamoto ou encore Peter Molyneux) sont autant de premiers pas dans la reconnaissance officielle du jeu vidéo en tant qu'art.
Le 10 mai 2011, la Fondation Nationale américaine pour les Arts modifie ses directives en changeant la mention « Arts à la radio et à la télévision » en « Arts dans les médias », rendant de fait les jeux vidéo éligibles explicitement et officiellement à l'appellation d’œuvre d'art,.
Du 11 novembre 2011 au 9 janvier 2012 est organisée au Grand Palais à Paris une exposition retraçant l'évolution du jeu vidéo depuis ses débuts. Présentant plusieurs jeux marquants jouables par les visiteurs, l'exposition s'axe avant tout autour de l'aspect culturel et artistique du jeu vidéo, comme l'annonce la présentation : « Au-delà de l’esthétique et de la technique, l’histoire du jeu vidéo est aussi une histoire culturelle des nouveaux imaginaires contemporains nés de la rencontre entre des fonds culturels des États-Unis, du Japon et de l’Europe, et plus spécifiquement de la France qui occupe un rang majeur dans ce domaine. À travers des supports de création aussi divers que le cinéma, le dessin animé européen, la bande dessinée franco-belge, les comics américains, les mangas japonais, l’« anime » japonaise, les séries télévisées américaines, de nouveaux univers se sont créés. Ils sont autant de sources pour le jeu vidéo qui en retour les inspire ».
En mars 2012, le Smithsonian American Art Museum de Washington, aux États-Unis, propose l'exposition « The Art of Video Games », explorant les jeux vidéo sous l'angle de l’œuvre artistique et proposant une relecture de quarante ans de leur histoire,.
En mars 2013, le Museum of Modern Art (MoMA) de New York ouvre une exposition permanente présentant 14 jeux aussi bien anciens que récents, retenus sur différents critères d'ordres esthétique, visuel, sonores ou technologique. Les mécaniques de jeu, le scénario ou la liberté d'action sont aussi pris en compte dans le choix de cette sélection. À terme, la collection doit réunir 40 œuvres présentées au sein des galeries du MoMA dans la collection « Architecture et Design ». Les titres retenus sont Pac-Man, Tetris, Another World, Myst, SimCity 2000, Vib-Ribbon, Les Sims, Katamari Damacy, EVE Online, Dwarf Fortress, Portal, flOw, Passage et Canabalt.
Du 25 septembre 2015 au 6 mars 2016, le musée Art ludique présente, à Paris, la première grande exposition au monde consacrée à l’art dans le jeu vidéo et à son inspiration française. Cette exposition met en avant le travail préparatoire des artistes, à travers de nombreux concept art, des esquisses au crayon, des peintures ou des sculptures traditionnelles et numériques. Le Musée axe sa thématique sur la richesse esthétique de l'architecture et des univers dans le jeu vidéo, la diversité graphique des personnages qui peuplent ces mondes virtuels, la magie et la féerie qui touchent un large public. Sont ainsi mis à l'honneur Assassin's Creed, Remember me, Dishonored, The Technomancer, Les Lapins Crétins ou encore Rayman ; ainsi que des jeux plus indépendants comme Soldats inconnus : Mémoires de la Grande Guerre, Syberia, Of Orcs and Men, Wild et Child of Light. L'exposition met aussi en lumière les passerelles qui existent entre le jeu vidéo et le 7e art, notamment dans Beyond: Two Souls. Le fondateur du musée Art ludique, Jean-Jacques Launier, déclare à propos de l'exposition, que le jeu vidéo « incarne l’Art Total. Il fait appel au dessin, à la peinture, à la sculpture, à la création d’univers entiers et de centaines de personnages par jeu, à la mise en scène, à l’animation, au scénario, à la musique, et bien sûr à la conception d’un mode de jeu destiné à transcender l’interactivité. » Emmanuel Ethis, président du Haut conseil de l'Éducation artistique et culturelle, renchérit à l'occasion de l'exposition : « le jeu vidéo est bien un art total, car s’il est ludique par nature, il porte aussi l’ambition souveraine de s’inscrire dans une histoire connotée, diaprée de correspondances et de références à tous les arts qui l’ont précédé »,,.

### Impact environnemental
L'essor du jeu à la demande (cloud gaming en anglais) s'accompange d'un accroissement de l'Impact environnemental du jeu vidéo. Les centres de données distants et les serveurs web représentent en effet une infrastructure matérielle et une consommation électrique supplémentaires induites par le cloud. En 2020, ces jeux représentent 7 % de l'utilisation mondiale du réseau. Si 30 % des joueurs passaient au cloud, l'augmentation des émissions de carbone liées au jeu serait de 29,9 %, estime une étude de 2020, tandis qu'un scénario à 90 % de joueurs sur le cloud entraînerait une augmentation de 112 % des émissions. Ces projections sont estimées pour des définitions d'écran de 720p ou 1080p en fonction des plateformes, mais seraient encore amplifiées pour des résolutions de jeu de 4K.

### Étude du jeu vidéo
Depuis quelques années, certaines universités proposent dans leurs programmes l'étude du jeu vidéo comme discipline pédagogique. Depuis l'automne 2011, l'université de Montréal propose une mineure en études du jeu vidéo. Cette initiative, menée par Bernard Perron, du département d’histoire de l’art et d’études cinématographiques, est partie d'initiatives européennes[Quoi ?]. Selon lui, le jeu vidéo est « officiellement reconnu en France comme le 10e art depuis 1993 », mais ce n’est vraiment que depuis le début du XXIe siècle que l’étude du jeu vidéo est considérée comme une pratique sérieuse,.
Contrairement à la littérature et au cinéma, le jeu vidéo sous-entend tout d’abord un investissement personnel. Les joueurs ne se contentent pas de discuter de la valeur du jeu et de son appréciation. Ils échangent aussi abondamment à propos des différentes manières de vaincre un monstre ou de traverser un niveau en particulier.
À l’université, les considérations par rapport au jeu vidéo vont au-delà de celles des joueurs. Par exemple, il est question de l’implication du joueur, des répercussions cognitives, ou encore des rapports de performance[réf. souhaitée]. Adrienne Shaw, une chercheuse américaine en sciences du jeu, professeure associée à l'université Temple, est connue pour son travail sur la théorie queer et les représentations LGBTQ dans les jeux vidéo.

### Temps de jeu
Certains jeux vidéo peuvent susciter l’inquiétude en raison de leur aspect chronophage, un enfant ou adolescent de 8 à 18 ans passant en moyenne en 2010 quatre heures par jour devant un ordinateur ou à jouer aux jeux vidéo. Comment gérer ce difficile problème du temps de jeu ? Il n’y a pas de temps de jeu « idéal », même si l’Académie américaine de pédiatrie recommande de ne pas dépasser deux heures par jour devant un écran.
L’idée selon laquelle il existe un volume de jeu horaire idéal n’est ni prouvée, ni particulièrement judicieuse pour contrôler l’activité du joueur sur le jeu. En effet, si la limite de deux heures de jeu par jour est parfois avancée, rien ne prouve qu’elle garantisse une pratique adéquate du jeu, ni qu’au-delà de cette limite, la pratique devienne réellement problématique. Ici, comme ailleurs, tout dépend de la personnalité du joueur et de l’environnement social dans lequel il évolue.
Le critère le plus approprié pour déterminer le seuil de « nocivité » d’un jeu vidéo sur le joueur est sans doute la perte de lien social qu’une pratique excessive du jeu est susceptible d’entraîner. L’amoindrissement des relations avec les autres membres de la famille, les amis, les collègues est un indicateur plus pertinent pour juger du caractère excessif de la pratique du jeu.
Si certains jeux comportent un système de coupure, qui interrompt le jeu après une certaine durée, et qui peut être fixée par les parents, cette solution est loin d’être idéale dans la mesure où l’interruption brutale du jeu peut être mal vécue par le joueur, qui n’a pas le temps de sauvegarder sa partie, ou dont les efforts pour accomplir le but qu’il s’est fixé (mener à bien une mission par exemple) sont ainsi réduits à néant. La frustration ainsi engendrée par cette interruption brutale du jeu peut faire naître chez le joueur une certaine agressivité. Ainsi, si vous désirez recourir à cette méthode pour limiter la durée passée devant le jeu, il est recommandé d’informer votre enfant de l’activation de ce système de coupure et de veiller à ce qu’il soit prévenu suffisamment tôt de la coupure à venir, afin de sauvegarder le fruit de son travail.
Cet aspect chronophage est un des éléments de la sédentarité impliqué dans l'obésité et le surpoids infantile qui touche un enfant sur cinq en Europe et un enfant sur trois aux États-Unis. L'utilisation de l'exergaming (en) (mot portemanteau à partir des termes anglais exercise, exercice physique, et gaming, jeu vidéo) qui vise à jouer à des jeux vidéo dynamiques associés aux exercices physiques (tel Dance Dance Revolution), afin d'aider les enfants à maigrir, a fait l'objet de plusieurs études scientifiques, certaines montrant un effet bénéfique important (à savoir se rapprocher des niveaux d'exercice recommandés) de ce type de jeux, d'autres un impact faible, et d'autres ne montrant aucun impact.

### Violence
Le niveau de violence de certains jeux vidéo est l'objet de critiques récurrentes. Le risque qu'elle débouche sur une augmentation des actes de violence dans la vie quotidienne est régulièrement étudié. La plupart des études n'ont trouvé aucun lien entre violence virtuelle et violence réelle,,,.
Par exemple, une étude menée par Joël Saxe dans le Massachusetts en 1994 n’a pas trouvé de lien direct entre jeux vidéo violents et violence chez les joueurs. Au contraire, Saxe souligne que les interactions entre joueurs sont généralement amicales et basées sur la coopération.
Une enquête commanditée par l’Administration Clinton en 1999 et présentée par le Public Health Service explique quant à elle que les jeux vidéo ne rendent pas violents sauf pour des individus présentant “des comportements sociaux et psychologiques agressifs préexistants”. Une étude souligne néanmoins une corrélation avec une agressivité accrue parmi des joueurs adolescents avec un faible niveau d'éducation.
En 2022, une étude portant sur 40000 joueurs arrive à la conclusion que le fait de jouer souvent et longtemps aux jeux vidéo n'a pas d'impact significatif sur le bien être ou le comportement des joueurs,. Toutefois, l'étude ne porte que sur sept jeux, et seul le temps de jeu est pris comme variable pour évaluer les corrélations.
Les principaux arguments avancés pour suggérer que les jeux vidéo influencent le comportement des joueurs reposent notamment[réf. souhaitée] sur des études telles que l'enquête de 2015 intitulée "Violence, crimes et jeux vidéo violents : le point sur la question". Cette enquête indique que les jeux vidéo augmenteraient le risque de comportements violents et hostiles, en partie à cause d'une désensibilisation liée à une exposition récurrente à des contenus violents.
Ces conclusions sont appuyées par une enquête de 2003 de l'American Psychological Association (APA), qui a comparé les effets des jeux vidéo sur un échantillon de participants. Elle arrive à la conclusion que les jeux vidéo violents augmenteraient les pensées à "contenu agressif" et les "comportements violents".
Selon une autre étude menée par Benoît Gagnon, une partie de la sphère publique considère les jeux vidéo comme des "incubateurs de comportements violents", car le joueur n’est plus un spectateur passif mais un acteur. Le fait de répéter ces gestes pourrait entraîner une dynamique d'intériorisation, par une désensibilisation à la souffrance de l'autre .
Ces études suscitent des controverses, du fait de l'importance des enjeux moraux, sociaux et politiques impliqués[réf. nécessaire].
Selon Michel Desmurget, beaucoup de ces études menées par des chercheurs auto-proclamés tels que Christopher Ferguson (en), et relayées par des supposés spécialistes issus de la génération des digital natives (journalistes, universitaires, scientifiques, institutions…) qui, selon la méthode du cherry picking, privilégient les études scientifiques favorables, souffrent de biais et approximations méthodologiques. Le spécialiste en neurosciences rappelle l'intérêt des grandes entreprises de jeux vidéo à financer et promouvoir des études pour légitimer leur produit auprès de l'opinion publique et discréditer les études qui font le lien entre violence virtuelle et violence réelle.
Ce débat touche fréquemment les sphères politiques et institutionnelles. À travers des discours portés par des responsables politiques, des groupes de pression ou des institutions éducatives, les jeux vidéo violents sont souvent présentés comme une menace pour l'ordre public. Ce phénomène s'apparente à des paniques morales, dans lesquelles des pratiques culturelles sont désignées comme responsables de troubles sociaux. Cette politisation du sujet conduit à des initiatives législatives visant à encadrer plus strictement la distribution et l'accès à ces jeux.

### Protection des enfants
Dans les années 1990, alors que les jeux vidéo devenaient de plus en plus réalistes dans leurs graphismes, plusieurs systèmes de classifications ont été mis en place à travers le monde. Leur but est de protéger les mineurs et d'informer les parents en attribuant à chaque jeu un âge limite en dessous duquel le jeu est formellement déconseillé. Ces organismes ont aussi généralement le pouvoir d'interdire la vente de jeux qu'ils jugent immoraux en refusant de les classifier. En effet, en l'absence de classification, un jeu n'a pas le droit d'être mis en vente[Où ?]. Ainsi, l'OFLC d'Australie refuse régulièrement la classification de certains jeux, tels Manhunt ou Soldier of Fortune: Payback.
Les consoles de dernière génération (Wii, Wii U, Switch,PS4, Xbox One X, PSP, PSVITA, DSi et 3DS) disposent d'un système de contrôle parental permettant d'empêcher la lecture de jeux déconseillés en dessous d'un certain âge. Les ordinateurs équipés de Windows Vista et Microsoft Windows 7 disposent quant à eux d'un système de contrôle parental, permettant de définir des plages horaires et d'interdire certains jeux.

### Épilepsies
L'utilisation de jeux vidéo peut provoquer des crises d'épilepsie. Néanmoins, ce risque semble fortement lié aux sujets épileptiques photosensibles sans pour autant exclure totalement les autres sujets épileptiques. Les progrès techniques des consoles de jeux vidéo et des téléviseurs ont fortement contribué à réduire le risque de provoquer une crise d'épilepsie, notamment grâce à des fréquences de balayage de plus en plus élevées, des couleurs moins contrastées et plus naturelles, et une meilleure définition d'image. Certains sujets épileptiques ignorent leur état jusqu'à ce qu'il leur soit révélé lors d'une partie. Il est recommandé aux sujets épileptiques de ne pas jouer plus de 30 minutes aux jeux vidéo et de faire des pauses entre chaque session, les crises d'épilepsie pouvant être induites non seulement par la nature même du jeu vidéo (essentiellement chez les sujets épileptiques photosensibles), mais également par la fatigue et le stress induits par de longues parties,.

### Régulation du jeu par PEGI
Le Pan European Game Information (PEGI) est un organisme créé pour protéger les mineurs en ce qui concerne les jeux vidéo en Europe. Il attribue des labels dont peuvent disposer les éditeurs et qui sont devenus obligatoires pour les jeux commercialisés en Europe. Aujourd’hui, plus de 19 000 jeux présentent un tel label. Pour l'obtenir, les éditeurs doivent remplir un formulaire d’évaluation et de déclaration du contenu, qui doit rendre compte rendu du jeu en question en précisant les éléments susceptibles ou non de heurter la sensibilité du joueur. Les évaluateurs de PEGI, qui ne jouent pas forcément aux différents jeux, en déduisent le classement approprié, qui correspond à une classe d’âge de joueurs.
Par la suite, PEGI laisse le travail à ses administrateurs indépendants qui effectuent une deuxième vérification de la classification. Elles sont deux : le Video Standards Council (VSC), pour les jeux allant jusqu’à l’âge de sept ans, et Nicam pour les jeux étiquetés de 12 à 18 ans. Après ces démarches, un bilan du jeu est effectué et l’éditeur reçoit une licence qui l’autorise à appliquer le label PEGI, sous forme d'un pictogramme apposé sur la jaquette du jeu.

#### Qui gère PEGI?
PEGI est composé de trois administrateurs indépendants : NICAM, VSC et ISFE. Mais le PEGI est également un système autonome, divisé en plusieurs conseils et comités où chacun possède un rôle bien précis. De ce fait, il existe un conseil d'administration qui se situe au cœur du PEGI, qui regroupe de nombreux acteurs du marché du jeu vidéo tels que les fabricants de consoles de jeu, les éditeurs de jeux… et qui gère avec le directeur général les activités quotidiennes du PEGI.
PEGI, travaille par ailleurs, avec un groupe d’experts et une commission juridique qui s’occupent d’adapter celui-ci à la législation des différents pays pour s’assurer d’une bonne mise en application des dispositions du code de conduite du PEGI et de la classification.

## Utilisation positive du jeu vidéo
Les jeux vidéo ont des effets directs sur les capacités mentales et physiques des joueurs, que ce soit des réflexes plus accrus, un développement de l'empathie ou encore l'amélioration des capacités de traitement des informations en images. En 2003, une étude suisse portant sur les éventuels effets néfastes pour les yeux a constaté que l'attention visuelle des joueurs fatigue moins vite que celle des non joueurs. Les joueurs arrivent également a appréhender un plus grand nombre d'objets d'un seul coup d'oeil. Par ailleurs, leur attention visuelle est plus efficace, en vision périphérique comme centrale. Enfin, ils parviennent plus rapidement à recentrer leur attention. La pratique régulière de jeux vidéo d'actions donc améliorerait globalement l'attention visuelle sélective. De fait, les jeux vidéo sont parfois utilisés en tant que thérapie médicale ou par les militaires dans le but d’entraîner leurs recrues.
Une étude confirme en 2020 ces conclusions. Selon Daphné Bavelier, étudiante de la plasticité cérébrale à l'université de Rochester aux États-Unis, certains jeux tels que Halo, Call of Duty ou Unreal Tournament ont un effet très visible sur les capacités cognitives des joueurs. Les jeux vidéo d'actions permettraient aux joueurs de développer une meilleure capacité d'attention, ils se fatiguent moins vite et possèdent une meilleure capacité de réaction. De plus, les joueurs de jeux d'action obtiennent des meilleurs résultats aux tests d'acuité visuelle, ils sont capables de lire des textes plus petits et sont plus sensibles aux changements de contrastes.

### Thérapie médicale
Certains jeux nécessitant des interactions physiques, par l'intermédiaire de tapis de danse ou de capture de mouvement par une caméra, permettent également de pratiquer une activité sportive régulière et sont parfois préconisés pour les enfants atteints de surpoids[réf. nécessaire]. Ainsi l'université de West Virginia a étudié un groupe de 35 enfants obèses et leur a demandé de jouer à Dance Dance Revolution qui se joue à l'aide d'un tapis de danse. Ils ont constaté que, sans même changer leur régime, les enfants ont réduit leur prise de poids de façon significative. Aujourd'hui, Nintendo tente d'exploiter ce domaine et développe des jeux d'exercice physique, comme Wii Fit.
En 2018 est commercialisé le Xbox Adaptive Controller (en français, « manette adaptative Xbox »), conçu principalement pour répondre aux besoins des joueurs à mobilité réduite. Il s'agit d'un concentrateur unifié de périphériques rendant les jeux plus accessibles. Développé depuis le début par des partenariats importants avec les organismes AbleGamers (en), The Cerebral Palsy Foundation SpecialEffect et Warfighter Engaged, le projet a bénéficié des apports de ses groupes pour développer les fonctionnalités adaptées aux différentes motricités.

### Simulation et apprentissage
Dans les années 1990, l'armée des États-Unis a modifié le jeu Doom II dans le but d’entraîner ses troupes. Le jeu était utilisé pour améliorer les talents de visée et le temps de réaction des recrues. Plus récemment, des outils immersifs de réalité virtuelle ont été développés pour traiter certains troubles psychologiques comme l'agoraphobie ou l'acrophobie. Ces simulateurs reposent sur des technologies qui ont été développées à l'origine pour les jeux vidéo.
Les jeux vidéo sont aussi utilisés comme source d'intérêt dans certains didacticiels. Les jeux vidéo éducatifs, que l'on assimile généralement à des logiciels pour l'éveil des tout  petits ou comme supports pédagogiques destinés aux enfants, ont donné naissance plus récemment à des jeux éducatifs « pour adultes » connu principalement sous le nom de serious game dont l'intérêt est de transmettre un savoir-faire de manière ludique.
Selon Learning and Teaching Scotland, jouer au Programme d'entraînement cérébral du Dr Kawashima améliore les capacités de calcul mental du joueur. Pendant neuf semaines, deux groupes d'écoliers ont été étudiés : le premier devait jouer au Programme d'entraînement cérébral pendant 20 minutes tous les jours, tandis que le second apprenait via des méthodes traditionnelles. À la fin de l'expérience, les deux groupes avaient progressé mais celui qui s'était entraîné grâce au jeu s'était amélioré de 50 % de plus[Quoi ?].
D’après une étude allemande de 2014, jouer aux jeux vidéo présenterait des bénéfices secondaires. Cela permettrait de développer la substance grise. Simone Kühn de l'institut Max Planck et ses collègues ont invité 48 adultes non adeptes des jeux vidéo à jouer au moins 30 minutes par jour pendant deux mois au jeu Super Mario 64, qui fait notamment appel à l’orientation spatiale. Le joueur pouvait naviguer en utilisant la vision subjective (comme s’il était lui-même le personnage fictif) ou alors une vue d’ensemble. En comparant le scanner cérébral avant et après l’entraînement, les chercheurs observent une augmentation de la matière grise dans le cortex cérébral, l’hippocampe et le cervelet. Ces évolutions permettraient une plus grande aisance à se repérer dans l’espace en jonglant plus facilement entre vues subjective et objective, une meilleure coordination, rapidité et précision dans l’exécution des tâches de motricité. Cette expérience semble donc démontrer une fois de plus que le cerveau n’est pas une entité immuable, mais qu'il est au contraire en mesure de modifier sa structure pour s’adapter aux exigences de son environnement. Les auteurs évoquent la possibilité d’une utilisation préventive, voire thérapeutique du jeu vidéo. Il pourrait en effet freiner le développement de certaines maladies neurodégénératives, comme la maladie d'Alzheimer.

### Effets positifs et négatifs de la réalité virtuelle
Les chercheurs utilisent des casques de réalité virtuelle (VR) pour confronter des patients à leurs peurs et les aider à les surmonter. Exposer le patient de façon renouvelée et contrôlée à sa peur permet de la guérir. Il peut choisir lui-même sa progression. Conscient que la situation n’est pas réelle, il lui est plus simple de porter le casque de son propre chef.
La vertu principale de la VR est que le sujet devient acteur et n’est plus spectateur. Aux États-Unis le chercheur Daniel Hoffman, directeur du centre de réalité virtuelle à Washington, imagine SpiderWorld, monde virtuel pour combattre l’arachnophobie d’une patiente. L’autre application de la VR est de soigner la douleur et la réduire chez les grands brûlés. Avec SnowWorld, monde enneigé créé par ce même chercheur permet aux patients de mieux ignorer ou supporter leurs souffrances.
La VR nourrit néanmoins les craintes de certains spécialistes[Lesquels ?]. L'usager connaîtrait une désensibilisation en n'étant plus affecté ni atteint par les actes de violence. Préparer des soldats virtuellement à des scènes de combat pourrait mener à une absence d’émotions ou de compassion. Aussi, la VR est personnalisée en fonction des individus grâce à l'oculométrie dans le but de collecter les données des usagers. La question de cette collecte d'informations personnelles, étant liée à la protection de la vie privée, alimente les débats autour des nouvelles technologies. Un des effets cognitifs de la VR est l’altération de perception de la réalité, réduisant les capacités physiques et sociales[réf. nécessaire].